# Fiestas de Moros y Cristianos de Onteniente
Las Fiestas de Moros y Cristianos de Ontinyent (Onteniente)Texto en negrita, en valenciano Moros i Cristians d’Ontinyent, son el conjunto de actos que se realizan en la localidad de Onteniente, Valencia, que se celebran anualmente durante el mes de agosto. Los festejos tienen su inicio el tercer domingo de agosto, viviendo todo su esplendor entre el jueves y el lunes de la cuarta semana del mes. 
Su formato actual y de manera continuada, dio comienzo en 1860, aunque su origen data de 1571. Fue declarada de Interés Turístico en el año 1972 y desde el 10 de junio de 2010 está declarada de Interés Turístico Nacional. Desde
2024, ha sido declarada como Interés Turístico Internacional, siendo este el máximo galardón que se le puede dar a una fiesta desde el Gobierno de España.

## Historia
El origen primitivo fue la batalla de Lepanto que tuvo lugar el 7 de octubre de 1571. Las fiestas actuales de Moros y Cristianos surgieron en 1860 tras la toma de Tetuán por parte de las tropas españolas y la gratitud al Santísimo Cristo de la Agonía. Se crearon con ciertas similitudes a las fiestas de este tipo que se celebraban en aquel entonces en otras poblaciones cercanas como Alcoy, Cocentaina o Villena. Aunque ahora son 5 días con muchos actos repartidos en sus inicios se configuró en 3 jornadas, igual que en los Moros y Cristianos de Alcoy. Participaron 7 comparsas el primer año: Capellanes, Estudiantes, Marineros y Tomasinas por el bando cristiano, Moros del Rey, Moros del Rif y Moros de Caballería para el bando moro. Se celebró los días 5, 6 y 7 de agosto con el desfile de la entrada, procesiones, misa mayor en honor al Santísimo Cristo de la Agonía y batalla de arcabuz. La organización estuvo a cargo de una Junta Directiva de fiestas representada por el consistorio municipal, de la Parroquia de San Carlos Borromeo y de los Llumeners, encargados del culto religioso. La Sociedad de Festeros del Cristo de la Agonía se funda en 1880 con representación de una persona de cada una de las comparsas. 
A los inicios del siglo XX la fiesta estaba asentada y formaban parte las comparsas de Estudiantes, Marineros, Tomasinas y Labradores por el bando cristiano y Moros Marinos, Kábilas y Turcos por el bando moro. Un panorama muy diferente a sus inicios. Se creó un nuevo castillo para oficiar las embajadas en el año 1918 que sustituía a los dos anteriores que se montaban. A la llegada de la guerra civil española se destruyó la talla del Santísimo Cristo de la Agonía que se veneraba y dejaron de celebrarse las fiestas desde 1936 hasta 1938 recuperándose al año siguiente. En la posguerra aumenta la fiesta y en 1950 ya participaban en el bando cristiano las comparsas de Estudiantes, Labradores, Churros, Marineros, Contrabandistas y Fontanos, por el bando moro las comparsas de Moros Españoles, Benimerines, Kábilas, Moros Marinos, Mozárabes y Berberiscos. Además en los años posteriores crece aún más la fiesta y se compone la marcha mora Chimo, compuesta por José María Ferrero Pastor en 1964, se crean nuevos castillos más grandes para albergar la crecida de la fiesta.   

## Comparsas

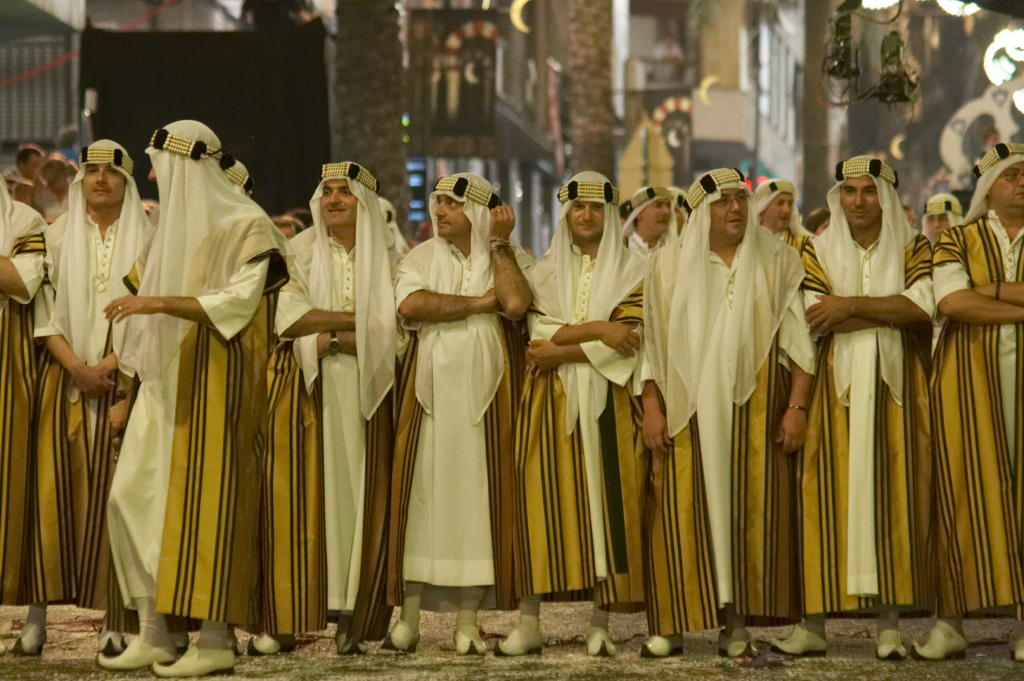
Escuadra Aladins de la Comparsa de Saudites. 2006.

Las Fiestas de Moros y Cristianos de Onteniente se organiza en torno a veinticuatro comparsas, divididas en dos bandos, moro y cristiano, a razón de doce por ejército y agrupadas en torno a la Sociedad de Festeros del Santísimo Cristo de la Agonía de Onteniente, entidad encargada de la organización de los festejos. Las comparsas son:

### Comparsas Cristianas
- Comparsa Marineros: Fundada en 1860, es una de las comparsas más antiguas y fundadoras de las fiestas de Moros y Cristianos de Onteniente. Fue durante muchos años la comparsa más numerosa y de esta aparecieron muchas otras comparsas. Celebran el acto del Contrabando con la comparsa de Contrabandistas. La indumentaria ha sufrido varios cambios. El traje actual es de 1995 y se compone de sombrero tricornio, gorro marinero azul y pañuelo rojo, fajín rojo, pantalón blanco y las botas negras. Suelen desfilar con palas de remo. La vestimenta es puramente marinera. A la comparsa de Marineros se le han dedicado diferentes piezas musicales como el pasodoble Als Mariners d’Ontinyent de Bernardo Adam Ferrero creada en 1965 o la marcha cristiana Mariners d’Ontinyent creada en 1990 y compuesta por Miguel Ángel Sarrió Nadal.
- Comparsa Bucaneros: Fundada en 1966 salieron por primera vez en las fiestas de 1967. Fue constituida por festeros pertenecientes a las comparsas de Kábilas y Marineros. El nombre proviene de los piratas que asediaban las naves españolas e inglesas en el siglo XVIII. La vestimenta de los Bucaneros se compone de sombrero de ala doblada con pluma y cinta roja, blusa blanca, pantalón negro, botas, cinturón y una bolsa de cuero. Llevan una capa roja y negra y en el cuello cuelga un medallón pirata. El traje de diario cambia la blusa blanca por una amarilla manteniendo el resto igual. Miguel Ángel Sarrió Nadal le dedicó a la comparsa de Bucaneros en 1991 la marcha cristiana Bucaneros d’Ontinyent.
- Comparsa Estudiants: Fundada en 1860, es una de las comparsas fundadoras de las fiestas de Moros y Cristianos de Onteniente. La comparsa de Estudiantes desapareció a finales de la década de 1960 y reapareció un tiempo después. La vestimenta historicista de la que se compone esta comparsa es de épocas de Miguel de Cervantes. Los Estudiantes desfilan con grandes lapiceros, horquillas e incluso cucharas gigantes de madera, mostrando así su rebeldía juvenil de los estudiantes. En 1993 Francisco José Sánchez Roca dedicó la marcha cristiana Estudiants d’Ontinyent a esta comparsa.
- Comparsa Gusmans: Fundada en 1979 por Enrique Ferrero y Ricardo Gramage, quienes venían de otra comparsa. El traje de gala fundacional predominaban los colores blanco y azul, portaban un casco con largas plumas. La indumentaria primitiva duró poco tiempo y en 1986 se hace un cambio de traje que perduraría hasta 2008. La segunda vestimenta cambió en 1994 pasando a ser de una dalmática arlequinada con cuatro partes combinando colores verde y gris con una cruz roja que caracteriza esta comparsa. En 2009 Vicent Martínez i Ballester diseña un nuevo traje de gala. Se mantienen los colores rojo y blanco haciendo que la vestimenta tenga una apariencia más guerrera y además sea más ligera. Se elimina el casto y se vuelve a añadir el arma original aunque recortada. A la comparsa de Gusmans se le han dedicado diferentes marchas y pasodobles como Gusmans d’Ontinyent (1989) y Tres Gusmans (1995), dos marchas cristianas creadas por Daniel Ferrero Silvage o la marcha cristiana Diafebus (1999) y el pasodoble Jordi (2015) de Saül Gómez Soler.
- Comparsa Arquers: Fundada en 1968, compuesta inicialmente por festeros de la comparsa de Mossàrabs quienes optaron por crear una nueva comparsa en el bando cristiano. Su vestimenta se asemejaba en sus inicios a Robin Hood pero fue cambiada en 1986 para darle un estilo más clásico de guerreros cristianos. En 2004 se vuelve a ajustar su indumentaria a la de los arqueros del siglo XIII, de los ballesteros del rey Jaime I de Aragón, quienes participaban en los hechos acontecidos en la conquista de Valencia. La vestimenta se basa en una túnica marrón cubierta por un chaleco color crema y naranja. Debajo de la túnica una malla que cubre mangas y piernas y también la cabeza. Se completa con un cinturón, una bolsa, esposas y coronilla de cuero, todo ello decorado con tachuelas de metal. En la espalda llevan un carcaj con flechas y un arco, distintivos de los arqueros. En la túnica llevan la cruz original de la comparsa y unas barras diagonales en color rojo, símbolos de la Corona de Aragón. El compositor alcoyano José María Valls Satorres le dedicó a esta comparsa la marcha cristiana Arquers d’Ontinyent.
- Comparsa Cruzados: La comparsa actual de Cruzados se funda en 1973, siendo su núcleo fundacional la "Peña el Ancla" de la comparsa de Marineros. En sus inicios fundaron la comparsa de Mosqueteros, pero esta fue rechazada y lo cambiaron a Cruzados. Esta comparsa conserva su traje fundacional, diseñado por Miguel Lapiedra, miembro en aquel entonces de la comparsa y estudiante de Bellas Artes. En su traje destacan los colores blanco de la túnica y rojo para la capa. En la túnica llevan una cruz en el pecho y en la capa llevan un escudo de armas del linaje de los cruzados bordado. José María Valls Satorres dedicó la marcha cristiana Marxa dels Creuats a esta comparsa.
- Comparsa Contrabandistas: Fundada en 1861 siendo una de las comparsas más antiguas de la fiesta, apareciendo en el segundo año de las fiestas de Moros y Cristianos de Onteniente. La indumentaria es el traje típico de la Serranía de Ronda famoso por los jinetes bandoleros del lugar. La vestimenta está realizada en panilla o terciopelo negro y consta de marsellito bordado en mangueras y hombro, chaleco interior de color, saragüell bordado y con encajes, canana en la cintura y polainas de cuero o botas. También llevan camisa blanca y un lazo o corbata roja. En el hombro llevan una manta jerezana y pañuelo en la cabeza que se cubre con la montera. Las mujeres portan una variación de este traje que sustituye el pantalón por una falda y en la cabeza un sombrero calañés. Esta comparsa realiza el "Baile de los Contrabandistas" en la plaza de la Concepción el sábado de fiestas. La comparsa tiene numerosas piezas musicales dedicadas como la marcha cristiana Els Contrabandistes (1988) de José María Valls Satorres, el pasodoble Ignacio Contrabandista (1998) y la marcha cristiana ¡¡Ambaixadora Contrabandista de Miguel Ángel Sarrió Nadal o la fanfarria Ball dels Contrabandistes de Enrique Orquín Aleixandre compuesta en 2004.
- Comparsa Fontanos: Fundada en 1940, aunque hubo intento de fundarse anteriormente, pero se vieron truncados por estallar la guerra civil española. La comparsa representa a los primeros pobladores cristianos de la ciudad. El nombre de Fontanos basándose en la creencia de que antiguamente la población se llamaba Fontinyent. Esta comparsa lleva en su traje el escudo del municipio. La primera vestimenta estaba inspirada en la época de la Reconquista. El traje de gala se componía de una bata blanca con cenefas verdes alrededor, ostentaba sobre el pecho la cruz roja que presidía las luchas de los cristianos en las cruzadas contra los hijos de Mahoma. Llevaban una capa azul representando el agua de las tierras como bien preciado. El arma era una espada y una característica porra, maza de combate en las luchas cuerpo a cuerpo contra las huestes mahometanas. La cabeza se cubría con un casco redondo. Llevaban correajes cruzados en el pecho y sandalias marrones con calzas azules. Más tarde se cambió la túnica blanca por una de color gris. A lo largo de los años ha ido cambiando con diferentes tipos de cascos y armas, pero el traje de gala siempre ha sido fiel a los colores iniciales, el blanco y el azul, los colores que también identifican a la patrona de la ciudad, la Inmaculada Concepción. El traje de gala que se utiliza en la actualidad consiste en una túnica blanca y azul hasta las rodillas con el escudo de la ciudad bordado en él. Sobre los hombros llevan una cota de malla que cubre también la cabeza y encima de ella una corona metálica con el escudo de la Orden de Montesa. La cruz de esta orden aparece bordada también en la capa que llevan en la espalda. El traje se completa con unas botas de cuero negro un cinturón con bolsa del mismo material combinándose de detalles metálicos. El arma es una espada con motivos de la ciudad. El traje de diario cambia la túnica blanca por una verde con el escudo de la ciudad en el pecho y una capa blanca sin escudo. No lleva casco y mantiene las botas, el cinturón con bolsa y la cota de malla. Esta comparsa luchó para la incorporación de la mujer en la fiesta apareciendo la primera escuadra de mujeres en 1989 y también de la recuperación del "Ball dels Cavallets". A esta comparsa se le dedicó en 1999 la marcha cristiana Fontanos d’Ontinyent del compositor Enric Gironés Penadés.
- Comparsa Almogàvers: Fundada en 1974, apareciendo en las fiestas de 1975 por primera vez. El nombre proviene de los almogávares que lucharon junto al Rey Conquistador. La vestimenta es original de José María Reig Valls, miembro de la comparsa y ha sufrido pocas modificaciones. Se compone de una túnica de terciopelo rojo con mangas cortas rematadas con terminaciones en negro. En el pecho llevan un águila con las cuatro barras de la corona de Aragón, un cinturón de cuero y una capa de terciopelo negra con galón de oro, la capa está forrada en blanco. Llevan también botas, pulseras de cuero y un casco con plumas. El segundo traje se cambió en 1985 sustituyéndose por un diseño de Jordi Arrué, miembro también de la comparsa, donde se respetan los colores beige y marrón y se incorpora la flor de lis y la capa. Desde su fundación la banda del Palomar acompaña esta comparsa. José María Valls Satorres dedicó en 1986 la marcha cristiana Desperta Ferro! a esta comparsa.
- Comparsa Asturs: Fundada en 1983. Su primer acto fue la Ofrenda de flores a la Purísima de ese año y es la comparsa más joven de las fiestas. Se forma a partir de la marcha de la "Peña El Trabuc" de la comparsa Chanos del bando moro, se intentó recuperar la antigua comparsa desaparecida de Churros pero fue denegada por la Junta de Fiestas al no ser una comparsa que pueda entrar en el contexto histórico de la fiesta. Cambiaron el nombre a Asturs haciendo referencia explícita a ese pueblo del norte de la península ibérica con la figura de Don Pelayo y la batalla de Covadonga. El diseño original de gala fue de Flor Azorín y sufrió dos modificaciones posteriores, en 2001 alargando la dalmática y en 2012 eliminando el casco por una boina negra con el escudo bordado. En 2022 se modifica finalmente la vestimenta de gala manteniendo la esencia del anterior traje pero buscando un aire más guerrero. Fue diseñado por Joan Vicent Martínez i Ballester. Consta de mallas negras, dalmática negra bajo y peto blanco arriba, castillos característicos de la comparsa en el regazo y las mangas y rematados con detalles dorados. En el pecho llevan bordada la cruz de Asturias y en los hombros unos candados. Llevan un escudo troquelado con la cruz de Asturias en la espalda, un hacha como arma y puños, botas, cinturón de cuero negro y un bolso. La vestimenta de diario es de color beige capucha con fondo negro. Mantiene las mismas botas, el cinturón y la bolsa de la vestimenta de gala. En 2022 se le cambió la cruz que llevaban en el pecho por la cruz de Asturias, igual que en la vestimenta de gala. Miguel Ángel Sarrió Nadal dedicó a esta comparsa la marcha cristiana Dama Astur en 1991 y la marcha cristiana Astures d’Ontinyent en 1995.
- Comparsa Llauradors: Fundada en 1883. La vestimenta tanto de gala como diario tiene relación con las vestimenta popular del campo valenciano en los siglos XVIII y XIX. El traje consta de chaleco de panilla o terciopelo negro bordado y pantalón de terciopelo negro, una faja roja, ligas rojas, manta en el hombro y pañuelo en el cuello. Calzan alpargatas de careta y llevan blusón. La segunda vestimenta el chaleco es estampado y el pantalón negro se sustituye por el saragüell característico. En 1991 la comparsa recuperó el Ball dels Llauradors, baile que junto con las otras comparsas recorría las calles del pueblo antes de la guerra civil española. Este baile se danza el viernes anterior a la semana de fiestas por las calles de Onteniente. También recuperaron en 1990 el reparto de versículos la Noche del Alardo donde se nombran los componentes de la comparsa y que lo firma la Rana del Pozo del Cañizo. A partir de 2022 los escribe conjuntamente con La granoteta del Pozo de l'Olleta. Miguel Ángel Sarrió Nadal dedicó a esta comparsa en 2005 la marcha cristiana De la Foia al Maset.
- Comparsa Cides: Fundada en 1975 por miembros de la comparsa de Marineros. Inicialmente se iba a llamar Conquistadores. La vestimenta fue idea de Luis Delgado Rojas, miembro fundador de la comparsa, quien se ciñó a los cánones de guerrero cristiano e introdujo algunos elementos valencianos referentes al rey Jaime I como el escudo. En el año 2007 eliminaron el casco dando paso a una coronilla metálica y la dalmática se modificó suprimiendo las mallas de las piernas. En su 25 aniversario Jesús Barberá Fontana dedicó a esta comparsa la marcha cristiana Saiyid.

### Comparsas Moras
- Comparsa Taifas: Fundada en 1975 por dos grupos de miembros de las comparsas Marineros y Sauditas que decidieron fundar una nueva comparsa joven. El diseño de gala fue de Fernando Cambra. La vestimenta consta de turbante azul y blanco, túnica azul con bordados en oro, capa blanca con bordados en oro, faja de colores azul, blanco y oro, babuchas azules con calcetines blancos. La ropa de diario es una chilaba azul celeste y babuchas azules, sombrero de hendido en azul y bolsa de cuero. A la comparsa se le dedicaron dos marchas moras, Opus 14 de Rafael Benavent Maiques y Taifas 98 de Daniel Ferrero Silvage.
- Comparsa Moros Berberiscos: Fundada en 1920. Comparsa fundada por el gremio de zapateros locales. El primer esbozo de vestimenta lo hizo el artista Carlos Tormo «Carlets». Dicha vestimenta no ha sufrido grandes cambios. Consta de dalmática blanca con flequillo marrón y pasamanerías, faja ancha en color verde y sombrero a modo de turbante con capellina. Llevan una capa y los zapatos de color verde. Este vestido se complementa con los tradicionales hierros en el collar y en los brazaletes y por última la espingarda. La ropa de diario es una chilaba a rayas sobre fondo gris y sombrero fez. A esta comparsa José María Ferrero Pastor le dedicó la marcha mora El Berberisch en 1961.
- Comparsa Moros Marinos: Fundada en 1865. Los Moros Marinos se basa en una flota sarracena que combatiría contra la marinera cristiana en combates navales de las aguas del río Clariano con una nueva fragata llamada Almanzor, en recuerdo del temible y victorioso guerrero Muhammad Ibn Abi Amir. Adquirida posiblemente con los fondos aportados por los integrantes de la Junta Directiva de Fiestas, del Casino "El Porvenir" o de los miembros de la propia hilada. La nueva comparsa de Moros Marinos tuvo que esperar un año a participar en las fiestas por una epidemia de cólera morbo. Su vestimenta "a lo turco" llevaba palas de madera. La comparsa estaba compuesta por gente de alto poder económico y del partido conservador. Aunque ahora desfilan con marchas moras y pasodobles en las dianas y la entrada, antiguamente lo hacían con marchas militares. La comparsa tiene una marcha mora de Luis Buades Roca con el nombre de Moros Marinos del que se desconoce el año de composición.
- Comparsa Chanos: Fundanda en 1918 por componentes de la comparsa Llauradors. El traje primitivo era de estilo turco, chaleco y bombachos rojos, camisa marrón y turbante entrelazado rematado con una pluma. El traje original se mantiene, aunque con pequeñas variaciones hasta 1990, año en que se cambia por completo la vestimenta predominando los colores blanco, azul y dorado. Los Chano participaron de las fiestas hasta 1935 recuperando la comparsa en 1957. En la comparsa han formado parte la Sociedad Unión Musical de la Cañada en su año de refundación. Después el Ateneo Musical de Rafelguaraf, la Agrupación Musical de Montaverner y actualmente desfilan con la Unión Artística Musical de Onteniente.
- Comparsa Omeyas: Fundada en 1970 por miembros de la comparsa Moros Españoles. La vestimenta actual de gala fue modificada dos veces, en 1979 y en 1990, aunque se parecen a la original. El motivo fue que la tela con la que se hacía se agotó. El traje de gala combina el verde, el azul y el dorado formando un dibujo conocido como "paisley" en una túnica que está complementada con una pasamanería de color dorado que rodea el cuello y botones del mismo tono. El traje se complementa con un fez de color azul intenso rodeado de una pasamanería con tonos dorados y azules y combinada con piedras de color verde esmeralda, además cuenta con una elegante capa blanca con capucha y borla blanca, zapatos amarillos con piedras de color verde y una bolsa confeccionada con tejido jacquard. La vestimenta de diario consta de chilaba rosa fucsia, sombrero de fez, zapatos azules y la bolsa de cuero. Durante muchos años se ha caracterizado por la gran cantidad de mujeres que la ha compuesto, siendo la comparsa de la ciudad con más porcentaje de mujeres entre sus componentes, además de tener el privilegio de tener la primera mujer que ostentó el cargo de capitana del bando moro en 2002. La comparsa lleva muchos años siendo acompañada por la banda Unió Musical Llanera de Ranes. La comparsa tiene diferentes marchas dedicadas a componentes de la misma, como la marcha mora "El Omeya José Berenguer" o "Wallada" de Daniel Juan Ferrero Silvaje.
- Comparsa Benimerins: Fundada en 1947. En un principio iban a llamarse Tuaregs pero les instaron a elegir otros nombres y se decantaron por el de Benimerins. La vestimenta es de estilo clásico otomano, algo no habitual en las comparsas de Onteniente. Está formado por un chaleco, bombachos, faja amarilla, capa elegante, turbante, lanza y babuchas. Las piezas de la vestimenta se eligieron con diferentes piezas de otros trajes de la Ropería de la Viuda de Trelis de Alcoy y no ha sufrido cambios desde su creación. La chilaba de diario sustituyó en las fiestas de 1969 al antiguo traje de disparar hecho de algodón y en su diseño se incluyen rayas verticales con los colores del traje de gala, en el que destaca el rojo, azul, verde, amarillo y blanco. Desde 1980 esta comparsa es acompañada por la Sociedad Instructiva Musical de Alfafara. Daniel Ferrero Silvaje dedicó en 1991 la marcha mora Benimerins dedicada a la comparsa siendo la más utilizada en esta comparsa para la entrada.
- Comparsa Abencerrajes: Fundada en 1980. Sufre un incremento de participación en 1986 cuando miembros de otras comparsas como Marineros, Almogàvers y Estudiantes se apuntaron a la comparsa. Desde entonces la comparsa ha seguido creciendo siendo una de las más numerosas. El diseño es de Flor Azorín y se compone de colores blanco, negro y dorado. Llevan una chilaba que combina rayas verdes negras y blancas.
- Comparsa Kábilas: Fundada en 1860, año fundacional de las fiestas de Moros y Cristianos de Onteniente. Anteriormente se llamaba Moros del Rif cambiando su nombre en 1878 a Kábilas. Tras su nombre inicial, durante un tiempo fueron llamados Rifeños. La vestimenta ha tenido cambios a lo largo del tiempo, quedando en la actualidad dos trajes oficiales como en todas las comparsas, el de gala y el de diario. El traje de gala está compuesto por una capa y una chilaba blancas, con cordones y borlas del mismo color, zapatos blancos gorro tipo fez rojo y bolsa de piel. El de diario está compuesto por una chilaba rayada sin importar el color, unos zapatos verdes, gorro fez rojo y bolsa de piel. Desfilan con la Banda Instructiva Musical de Alfarrasí. José María Ferrero Pastor dedicó la marcha mora El Kábila en 1965 al festero y amigo del autor Francisco Martínez Abellán. También dedicó a esta comparsa la marcha Chimo un año antes.
- Comparsa Moros Espanyols: Fundada en 1920 por un grupo de festeros de la comparsa Kábilas. El traje original fue modificado en 1982 respetando los colores del anterior. Llevan una túnica blanca con motivos geométricos en marrón, capa-abrigo en tono marrón y pasamanerías y motivos en oro, bolsa multicolor y turbante blanco, verde y rojo. Desde su fundación se han utilizado cuatro modelos diferentes de chilaba. El modelo actual para la segunda vestimenta muestra rayas verticales de color marrón, rojo y blanco. La comparsa desfila con la banda de música de Puebla Larga. En 1944, José Pérez Ballester dedicó a esta comparsa la conocida marcha mora Moros Españoles.
- Comparsa Saudites: Fundada en 1967 con festeros de la comparsa Mossàrabs. Entre los fundadores se encuentra el compositor José María Ferrero quien dedicó la marcha mora Sauditas, que obtuvo el tercer premio en el concurso de composición de música festera de Alcoy en 1969, bajo el lema Rub Al-Khali. La vestimenta original no ha sufrido cambios prácticamente y se inspira en una que consiguieron en Kuwait. Constaba de bata blanca, capa negra con dos palmeras bordadas y un turbante de cordón e hilo de oro. Sobre ese modelo se hizo una adaptación sustituyendo la capa negra por un abrigo de tela con franjas doradas y se añadió un sable, una espada de madera pintada de purpurina, que se mantuvo durante dos años. Ese traje primitivo fue alterado en 1981 por la dificultad de encontrar tela dorada para el abrigo. El segundo traje o traje de diario consta de chilaba gris con cordón y borlas en rojo, el mismo color que tiene el sombrero de fez, zapatos blancos de punta y bolsa de cuero.
- Comparsa Mudéjares: Fundada en 1975 por miembros de otras comparsas como Omeyas o Kábilas y gente que no pertenecía al mundo de la fiesta. El traje de gala fue diseñado por Fernando Cambra, miembro de esta comparsa. Consiste en una chilaba de sarga-gabardina color hueso, una capa de fibra sintética de color verde con un dibujo árabe mudéjar en la capucha ancha y que cae sobre la espalda, un gorro en forma de turbante de fibra sintética y seda, y le cuelga un velo negro de gasa. Las babuchas son apuntadas en verde vivo con filigranas. Como segundo traje se adoptó la chilaba de satén, con tenido de fibra sintética y algodón y es a rayas marrón y crudo. El calzado son unas babuchas apuntadas  marrones lisas rematado con fez color naranja y bolsa de piel. José María Ferrero Pastor compuso en el año de fundación la marcha mora Mudéjares de Ontinyent dedicada a esta comparsa.
- Comparsa Mossàrabs: Fundada en 1948 por un grupo de amigos de otras comparsas. Con el paso del tiempo se ha convertido en la comparsa más numerosa de las fiestas. El traje de gala de la comparsa se compone de un haz rojo con turbante blanco estilo veneciano y una bata blanca hasta media pierna que se cubre con un chaleco azul con ribetes amarillos, adornado con dos lunas doradas delante y una trasera. Lo completa una faja azul a rayas rojas y amarillas con dos flecos trenzados que cuelgan de las piernas y una capa rayada blanca y marrón con capucha. El traje se adorna con collar y brazaletes metálicos dorados, zurrón de cuero y una espingarda de madera y metal en el hombro. El calzado son zapatos azules con empeine amarillo adornado y calcetines blancos altos. El traje de diario consta de chilaba blanca con franjas verticales marrones con capucha, un haz rojo, zurrón de cuero, babuchas blancas de punta alta y calcetines blancos altos. La marcha mora Els Mossàrabs de Francesc Cerdà Albiñana está dedicada a esta comparsa.

## Actos que conforman las Fiestas de Moros y Cristianos de Ontinyent

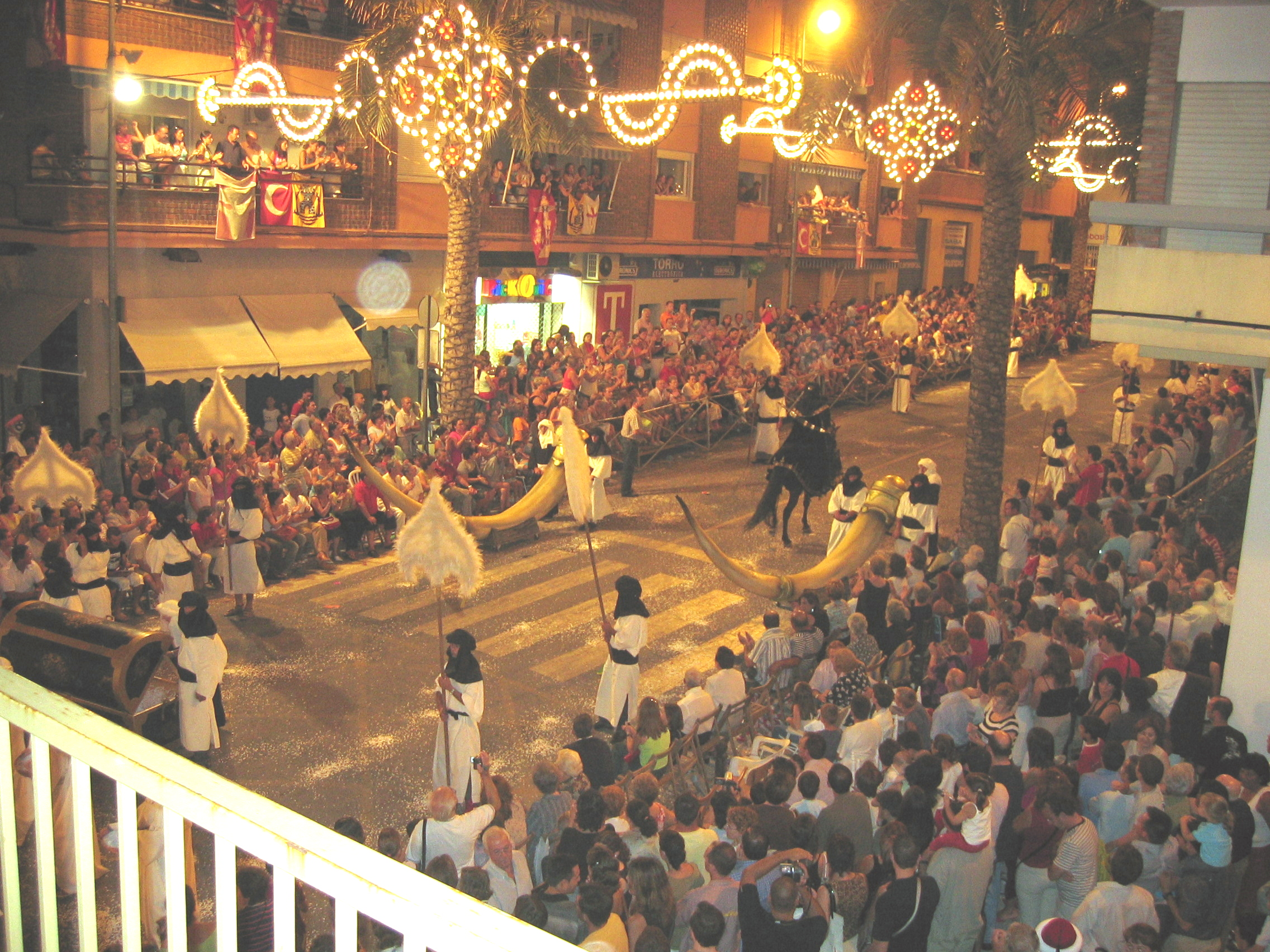
Capitanía Mora Comparsa Abencerrajes. 2004.

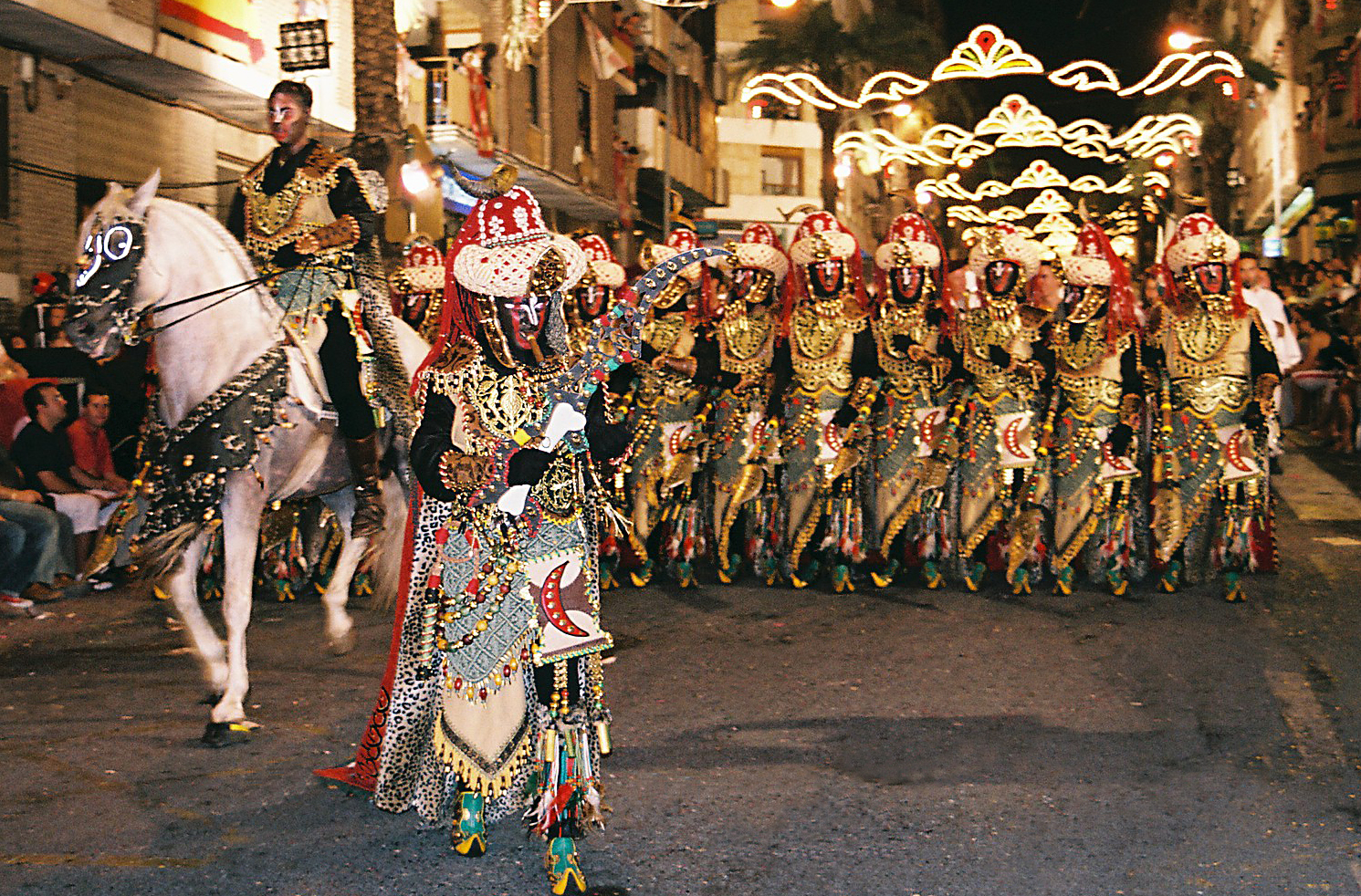
Capitanía Mora Comparsa Kábilas. 2005.

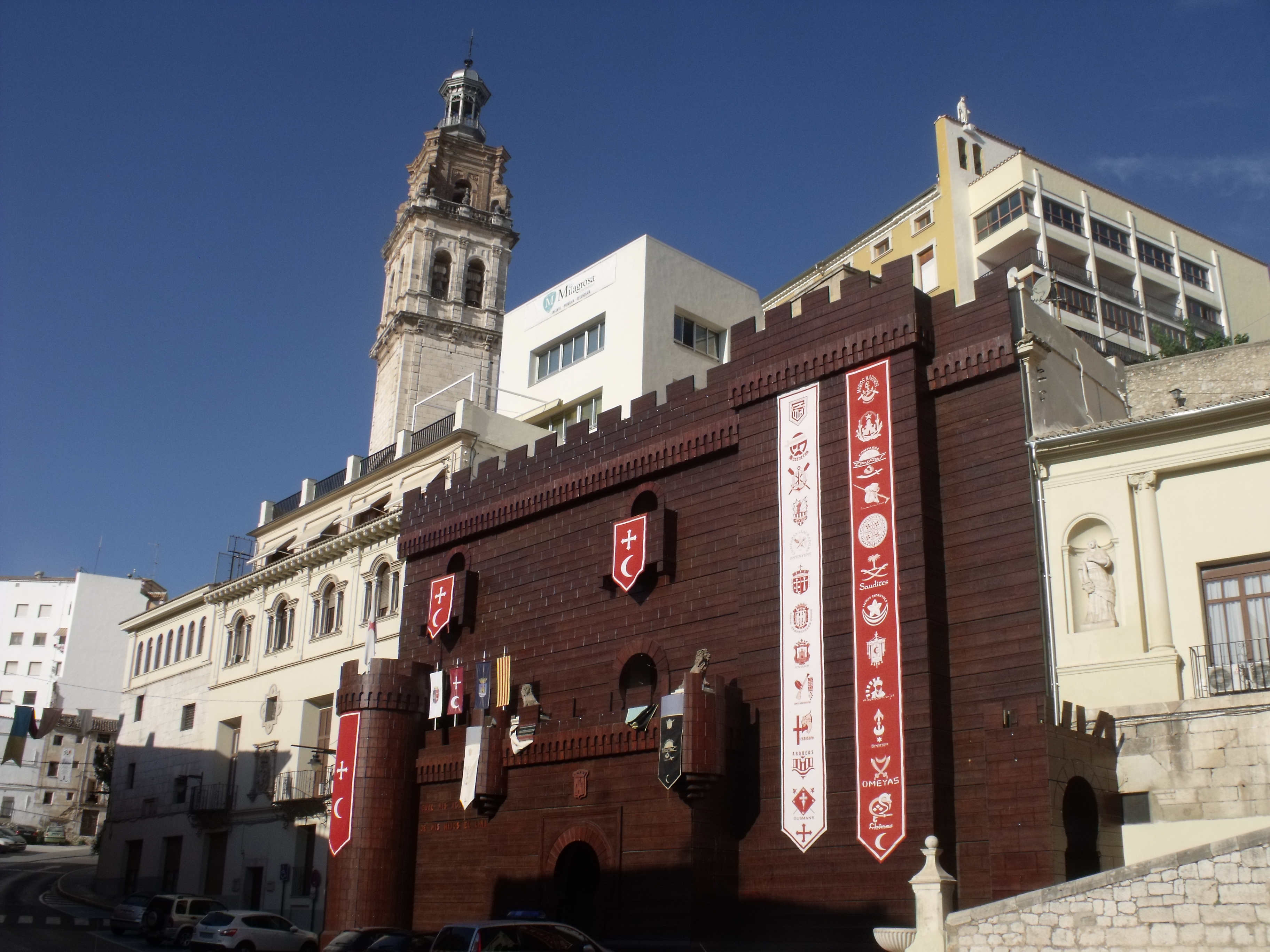
Castillo.

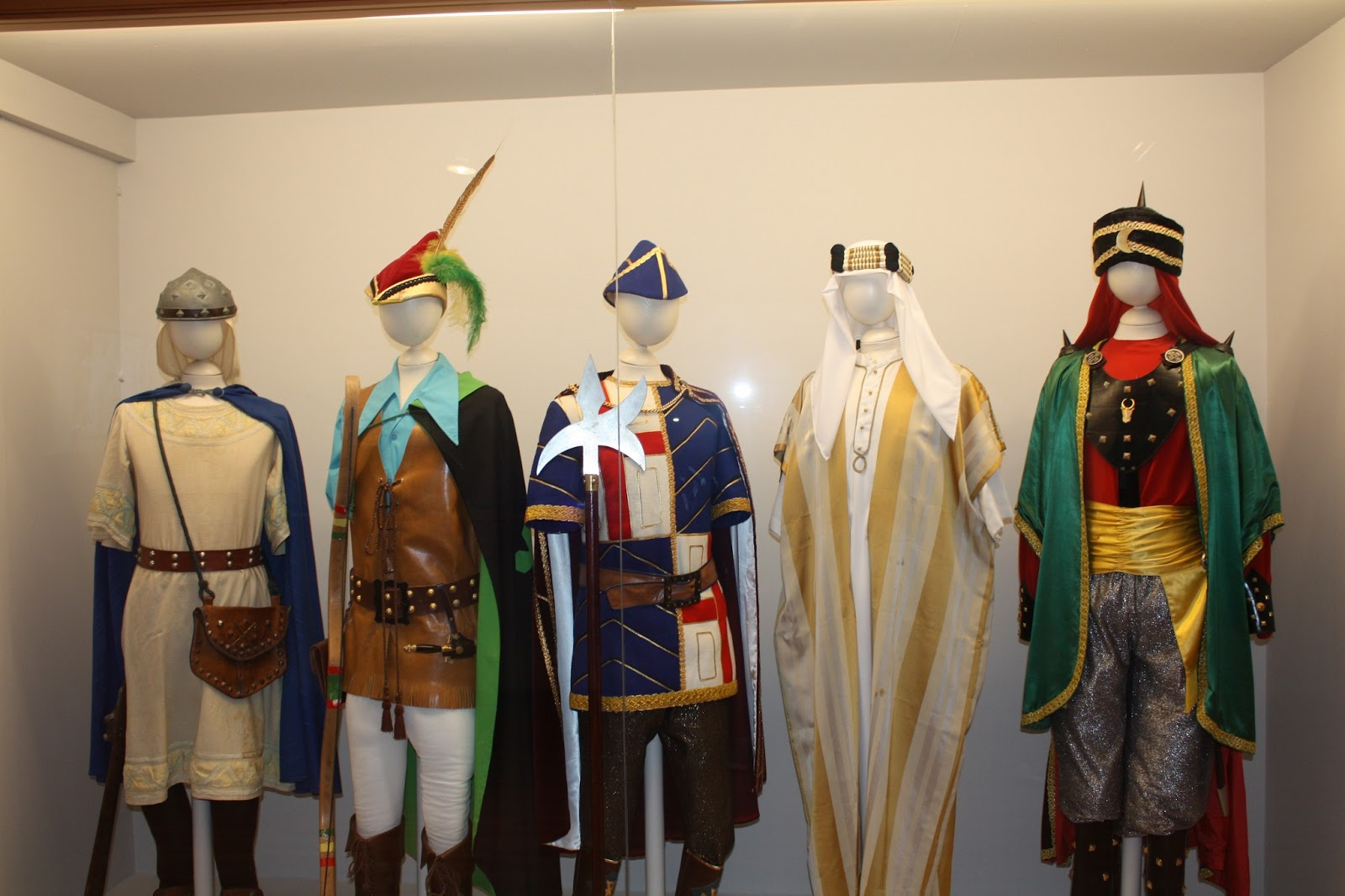
Antiguos trajes festeros en el museo.

### Publicación
Tiene lugar el último sábado del mes de junio y se trata del anuncio de la fiesta por excelencia. 
En el transcurso del acto, los capitanes, embajadores y abanderados del año anterior entregan el testigo (arma, pergamino y bandera respectivamente) a sus homónimos del presente, y los portaguiones (encargados de portar el estandarte de su comparsa) reciben la medalla que les acredita como tal. 
En este acto, se presenta de forma publica el cartel de fiestas del año en cuestión, imagen creada para la ocasión por un artista de reconocido prestigio de la localidad. 
Finaliza el acto con un discurso del presidente de la Sociedad de Festeros, entidad encargada de organizar los festejos, que cierra su parlamento con la esperada frase: "Dames i cavallers: Estem en Festes!" indicando con ella que este año se celebraran fiestas. 
Con este acto se anuncia la proximidad de la Fiesta. Antiguamente, que por motivos de epidemias y de incertidumbres políticas y de guerra, la celebración de la fiesta fue en algún momento inestable, la publicación no era un día de fiesta sino el anuncio público que ese año habría fiestas y que las comparsas que tomaran parte en la misma -y solo esas- serían las que participarían en las fiestas que con este acto iniciaban. 

### Misa de Difuntos yEsmorzar de la Llàgrima
Tiene lugar el tercer domingo del mes de agosto.
Se inicia con una misa en la ermita de Santa Ana, donde mora durante todo el año el Santísimo Cristo de la Agonía, patrón de los Moros y Cristianos de Onteniente, en sufragio de las festeras y festeros difuntos.
A continuación, los asistentes se trasladan a la Sociedad de Festeros, donde tiene lugar el Esmorzar de la Llàgrima, en el que después de almorzar, el presidente de la Sociedad de Festeros rinde un homenaje con sentidas palabras de recuerdo a cada uno de los festeros y festeras fallecidos durante el año. A continuación, se imponen las medallas acreditativas a cada uno de los cargos (Capitanes, Embajadores y Abanderados) y Primers Tro. 
Este acto nació en 1956, donde después del almuerzo por la inauguración de la reforma del edificio de la Sociedad de Festeros, se le concedió a Daniel Gil el nombramiento de presidente perpetuo de la entidad. 
Se trata de un acto único en las fiestas de Moros y Cristianos de cualquier parte del mundo, en el que se pasa de la tristeza a la alegría en cuestión de segundos, dado que se comparte la tristeza por la pérdida de los fallecidos pero también la alegría por los cargos de este año, que son nombrados oficialmente con la imposición de insignias a capitanes, abanderados y embajadores. También se entregarán distinciones a los festeros merecedores de un reconocimiento público a través del Primer Tro d'Honor o las insignias de plata.
Este acto tan auténtico y entrañable se celebra desde 1956 y se han iniciado los trámites para ser declarado Bien de Interés Cultural (BIC) a instancias de la Sociedad de Festeros.

### Concurso infantil de cabos y escuadras.
Tiene lugar el lunes siguiente al tercer domingo del mes de agosto.
Este acto nació en 1984, para premiar la destreza de las niños y niños, haciendo de cabo de escuadra. Participa un niño o niña por cada una de las comparsas, ataviado con su traje de gala. 
En sus primeros años, se celebró en la plaza Latonda, justo delante del edificio de la Sociedad de Festeros, pero pronto (debido entre otros aspectos a la gran afluencia de espectadores) se trasladó a la playa Mayor. 

### Entrada de Bandas de Música
Tiene lugar la tarde del jueves siguiente al tercer domingo del mes de agosto.
Durante más de dos horas, los músicos y las bandas desfilan con pasodobles por las calles Josep Melchor Gomis y Mayans de Onteniente en un emocionante concierto itinerante. Las agrupaciones de las distintas comparsas morocristianas se visten con sus mejores galas, desplegando un ritmo frenético que culmina en la Plaza Mayor, la cual se llena gradualmente durante el evento.
La competencia se mezcla con la unión, ya que en la Entrada de Bandas de música se pueden escuchar piezas musicales difíciles, recientes, poco conocidas e incluso inéditas. El nivel de las partituras y las actuaciones es cada vez más notable a medida que avanzaba el evento.
La Sociedad de Festeros del Santísimo Cristo de la Agonía, entidad organizadora del acto, introdujo un concurso, dotado de premios económicos para sus ganadores. Las bandas oficiales de cada comparsa se dividen en dos secciones de competición para garantizar la equidad. La competencia cuenta con bandas de música que tienen más de 35 músicos en su formación y otras con menos de 35 componentes. A lo largo del recorrido, un jurado especializado evalúa a las formaciones musicales teniendo en cuenta la dificultad, afinación, sonoridad, interpretación y uniformidad. La puntuación máxima que una banda puede obtener es de 200 puntos.
Una vez que todas las bandas de música se encuentran en la plaza Mayor, los más de mil músicos que las forman interpretan conjuntamente la marcha mora Chimo, declarada en 2014 himno oficial de las fiestas de moros y cristianos de Onteniente. Para la ocasión, la Sociedad de Festeros, encarga la dirección de esta interpretación conjunta a un director de reconocido prestigio, que bajo la atenta mirada de miles de personas que se encuentran en la plaza Mayor formando escuadra todos juntos refleja la emoción de todo un pueblo al escuchar su himno como seña de identidad. 
Esta parte del acto nació como un homenaje espontáneo a su compositor, José María Ferrero en 1987, año de su fallecimiento por un trágico accidente de tráfico. Se ha convertido sin duda alguna en una parte esencial de la programación que da inicio a los días más importantes de los Moros y Cristianos. Se trata de un acto singular en Onteniente, en el que la entidad organizadora esta trabajando por el reconociendo de su valor y significado cultural.
Para todos aquellos que no pueden disfrutarlo en directo, pueden hacerlo en el Museu Fester, mediante un proyecto audiovisual que permite una inmersión en la interpretación conjunta que realizan las formaciones musicales que participan en las Fiestas de Moros y Cristianos de Onteniente. Se trata de una iniciativa que hace posible trasladarse a la Plaza Mayor y situarse en medio, en el momento en que se está interpretando 'Chimo', el himno de las Fiestas de Onteniente.

### Desfile de Alardos
Tiene lugar la noche del jueves siguiente al tercer domingo del mes de agosto.
Antiguamente, las comparsas se reunían los sábados próximos a las fiestas en la casa de campo de alguno de sus componentes y cenar lo que ellos mismos preparaban. Bien entrada la noche, irrumpían en las calles de la ciudad acompañándose de guitarras, panderos, tapas de cacerolas y cualquier cosa capaz de simular un instrumento musical y realizaban un improvisado desfile luciendo un sombrero de paja en la cabeza y una caña en la mano.
En la década de los 60, se agruparon todas las comparsas en un único desfile previo al día de las Entradas Cristiana y Mora. El sombrero y la caña fueron sustituidos por otras prendas que pretendían ser un disfraz, para llegar a ser, hoy en día, una sana competencia por ver quién consigue el disfraz más jocoso o más impactante; representando aquello que está más de moda y una crítica sobre temas de actualidad.

### Entrada Infantil
Tiene lugar el viernes siguiente al tercer domingo del mes de agosto.
Este acto se instaura en el año 1985, debido a la proliferación de gran masa festera de componentes menores de 14 años, y al arraigo de la Fiesta en la ciudad, se decide canalizar la participación de los más pequeños en la Fiesta, es este acto eminentemente infantil. 
Entrada Cristiana
Por la tarde de ese mismo viernes, a las 18:00, en el cruce entre las calles Violinista Matas y la Avenida Almaig, las tropas de la cruz que forman el bando cristiano van formando y organizándose, preparadas para dar comienzo al gran desfile de la Entrada. 
Desde lo alto de un pequeño castillo que allí se encuentra y a la voz de "Per les nostres festes de moros i cristians, per el nostre poble d'Ontinyent i per el nostre Morenet, Avant Cristians, Avant!" el público empieza a aplaudir y con la emoción a flor de piel, empiezan a recorrer las calles las comparsas cristianas. Encabezadas por la comparsa que ostenta la capitanía, el boato que ha sido preparado durante más de dos años empieza a tomar forma en las avenidas de Ontinyent. El boato es cada año diferente y cada comparsa se encarga de prepararlo con cariño para que el público quede deleitado con lo que la gente del pueblo es capaz de hacer. Carrozas, ballets, espectáculos, trajes y marchas hechas ex profeso para la ocasión van avanzando hasta llegar al momento álgido de la capitanía, la aparición del capitán/a y su escolta, que precedidos por el boato y las escuadras de su comparsa van recibiendo el calor del público a lo largo del recorrido. Las bandas y su música llenan las calles de un ambiente festivo y bélico, mientras las escuadras las llenan de color, alegría y elegancia. Detrás de la capitanía, llegan las 10 comparsas siguientes, que desfilan a ritmo de marchas cristianas y pasodobles. Al llegar la comparsa número 12, cuando el sol ya ha empezado a caer, llega el turno de la Embajada que se encargará de transportar al público a otra época con su boato igual de espectacular que el de la capitanía, pero con protagonistas diferentes, el embajador y el abanderado. 
Entrada Mora
Al llegar la noche del viernes, a las 22:00, con todas las luces de la calle encendidas para la ocasión y en el mismo cruce de calles, da comienzo la Entrada Mora. 
Al igual que por la tarde, al oír ""Per les nostres festes de moros i cristians, per el nostre poble d'Ontinyent i per el nostre Morenet, Avant Entrada Mora, Avant!" el caos que parece formarse en la calle empieza a cobrar sentido y forma, y con ello, empieza la capitanía de la comparsa que ostente ese año el cargo de capitán/a. Aprovechando la noche, las comparsas moras lucen sus mejores galas, con brillantes dorados que reflejan con las luces que decoran las calles y el exotismo que caracteriza a las escuadras especiales, las tropas del bando moro avanzan hacia la avenida Daniel Gil. Las carrozas, ballets y trajes van acompañados por una música elegante que recuerda a otros lugares de la geografía africana y asiática. Las calles llenas esperan el paso de las escuadras vestidas con trajes espectaculares y acompañadas por bandas de música muy nombrosas.  
Durante varias horas, desde las 18:00, el espectador ha visto pasar por delante de sus ojos más de 18.000 personas entre festeros, bailarines, músicos y gente que va organizando y acompañando a los festeros que llevan esperando ese día desde hace muchísimo tiempo para poder volver a conectar con el público a través de un acto tan espectacular como este. 

### Diana del Sábado
Tiene lugar en la mañana del sábado anterior al cuarto domingo del mes de agosto.
El desfile arranca temprano, como su propio nombre indica para despertar a la población. Inicia el desfile el bando cristiano con el orden preestablecido para el año en cuestión.
Los festeros visten el segundo traje (también denominado de diario), y las bandas de música que les acompañan interpretan los compases de pasodobles dianeros.

### Contrabando.
Tiene lugar en la mañana del sábado anterior al cuarto domingo del mes de agosto.
En el acto data del año 1871 y participan las comparsas de Marineros y Contrabandistas.  
Los Contrabandistas intentan pasar el contrabando, que llevan en las alforjas de sus caballos o en sus carros, mientras que los Marineros tratan de impedírselo.  
El acto transcurre por las calles de Gomis y Mayans, ambas comparsas van disparando sus trabucos y arcabuces, produciéndose tres altos, en los que intercambian unas frases, hasta la Plaza Mayor que el parlamento finaliza con los Marineros en el castillo y los Contrabandistas al pie del mismo. 
El texto empleado es de autor anónimo; repleto de bravuconadas y chulería; todo en tono jocoso. 
Se han iniciado los trámites para ser declarado Bien de Interés Cultural (BIC) a instancias de la Sociedad de Festeros.

### Bajada del Santísimo Cristo de la Agonía
Tiene lugar en la tarde del sábado anterior al cuarto domingo del mes de agosto.
La Bajada del Santísimo Cristo de la Agonía es una celebración religiosa anterior al nacimiento de la fiesta moro-cristiana de la época moderna. Es continuadora de una tradición secular, cuando los soldados de Onteniente en época foral acompañaban con salvas de pólvora a la patrona. A pesar de su antigüedad, es uno de los actos que menos variaciones ha experimentado a lo largo de la historia de los moros y cristianos desde 1860, en el que los festeros y devotos trasladan la venerada imagen del Santísimo Cristo de la Agonía desde la ermita de Santa Anna a la Real Parroquia de Sant Carlos Borromeo.
Los festeros y festeras de las 24 comparsas participan vestidos con el traje de diario, interpretándose marchas procesionales. Inicia el desfile las comparsas del Ejército Moro.
Este acto se declaró bien de interés cultural inmaterial mediante DECRETO 4/2019, de 18 de enero, del Consell. La declaración está inscrita en la Sección Primera del Inventario General del Patrimonio Cultural Valenciano.

### Diana de Gala
Tiene lugar en la mañana del cuarto domingo del mes de agosto a las 8:00.
El desfile arranca después de celebrar una misa de campaña en el punto donde iniciará posteriormente el desfile (en el cruce entre las dos calles que llevan por nombre el de dos presidentes de la Sociedad de Festeros, la avenida Daniel Gil y la calle Salvador Tormo). En esta ocasión lo iniciará el bando moro con el orden preestablecido para el año en cuestión.
Los festeros visten el traje de gala de su respectiva comparsa y las bandas de música que les acompañan interpretan los compases de pasodobles dianeros.
Los Capitanes, Embajadores y Abanderados, tienen el honor de romper diana, es decir, iniciar el desfile al segundo fuerte del pasodoble elegido previamente para la ocasión.  
Los cargos, es decir, Capitanes, Embajadores y Abanderados, ataviados con los trajes que lucieron el día de la entrada y acompañados de sus escoltas, tienen el privilegio de poder realizar la "Trencà de la Diana", que significa romper diana, lo que conlleva ir realizando diversas formaciones que se preparan exclusivamente para ese momento por cada cargo hasta que, en el segundo fuerte del pasodoble que han elegido inician el desfile acompañados de los aplausos del público, cada vez más nombroso, que acude a ver este acto. 

### Misa Mayor
Tiene lugar a las 12h. del cuarto domingo del mes de agosto, en la real parroquia de San Carlos Borromeo, delante de la venerada imagen del Santísimo Cristo de la Agonía.
Se trata del acto religioso más destacado de las Fiestas de Moros y Cristianos, consiste en una misa solemne en honor al Santísimo Cristo de la Agonía donde se interpreta la antífona escrita para la ocasión por el padre Vicente Pérez Jorge y la música compuesta en 1917 por el compositor de la localidad Rafael Martínez Valls, autor también del himno al Santísimo Cristo de la Agonía. 

### Procesión de Gala
Tiene lugar en la tarde del cuarto domingo del mes de agosto.
Se inicia desde la plaza de Santo Domingo, y finaliza en la real parroquia de San Carlos Borromeo. Inicia la procesión el bando moro, encabezado por la comparsa que ostenta la capitanía mora y siguiendo el riguroso orden preestablecido para el año en cuestión.
Como su nombre indica, las comparsas lucen su traje de gala, algunas no llevan arma y otras llevan nardos en sus armas. Las bandas de música interpretan marchas de procesión (escritas expresamente para los actos religiosos de la fiesta de moros y cristianos).
Una singularidad respecto a otras localidades es que no se desfila en una hilera a cada lado a lo largo del itinerario, sino que, tanto en la procesión de la bajada de Santísimo Cristo de la Agonía como en esta, se forma en escuadra y llevando el paso que marca la banda de música.

### Embajadas del Moro y del Cristiano
Tiene lugar el lunes siguiente al cuarto domingo del mes de agosto. 
Por la mañana, a las 12h. en la plaza Mayor, la embajada mora, por la tarde a las 18h. en la misma plaza, la embajada cristiana. Previamente, a las 11h y a las 17h. respectivamente arranca una batalla de arcabucería entre los dos ejércitos. 
Las Embajadas del Moro y del Cristiano conservan los alardos de época foral. Son una representación simbólica del enfrentamiento entre las dos culturas, una lucha que acaba con el hermanamiento de los dos bandos. El texto de las Embajadas del Moro y del Cristiano fue escrito por el escritor romántico Joaquín José Cervino y Ferrero en 1860.
Este acto se declaró bien de interés cultural inmaterial mediante DECRETO 4/2019, de 18 de enero, del Consell. La declaración está inscrita en la Sección Primera del Inventario General del Patrimonio Cultural Valenciano.